# Head over Heels (Cocteau Twins)
Head over Heels (1983) è il secondo album in studio del gruppo musicale britannico Cocteau Twins.

## Il disco
Fu pubblicato nell'ottobre del 1983. In questo LP ci sono solo Guthrie e la Fraser in quanto Will Heggie decise di abbandonare il gruppo per unirsi ai Lowlife, altro gruppo rock alternativo di ispirazione dream pop.
La versione originale in musicassetta e CD pubblicata nel Regno Unito e in Canada conteneva l'EP Sunburst and Snowblind.
Nel 2003 ne è stata pubblicata una versione rimasterizzata dallo stesso Robin Guthrie, ma senza l'aggiunta dell'EP.

## Tracce
Tutti i brani sono scritti da Elizabeth Fraser e Robin Guthrie
1. When Mama Was Moth – 3:06
2. Five Ten Fiftyfold – 4:59
3. Sugar Hiccup – 3:42
4. In Our Angelhood – 2:59
5. Glass Candle Grenades – 2:44
6. In the Gold Dust Rush – 3:41
7. The Tinderbox (Of a Heart) – 4:57
8. Multifoiled – 2:36
9. My Love Paramour – 3:39
10. Musette and Drums – 4:39

## Formazione
- Elizabeth Fraser - voce
- Robin Guthrie - chitarra, basso, drum machine